# Samson in čevljarček
Samson in čevljarček je ljudska pripoved, prvič zapisana leta 1989. Zapisal jo je Andrej Šavli v sklopu pravljic Tolminske pravljice, ki so bile izdane pri zbirki Zlata knjiga, založbe Mladinska knjiga. Pravljica je izšla tudi v več izdajah zbirke Slovenske narodne pravljice, ki jo je zapisal Bogdan Novak, ter v Slovenskih ljudskih pripovedih, ki jih je zbrala in uredila Kristina Brenkova.

## Kratek povzetek pripovedi
Glavni junak pripovedi je čevljarček, ki je veliko rajši lagal, kot pa zabijal žeblje v podplate. Nekega dne ga je pot zanesla mimo orjaka Samsona, ki je sedel pred svojo bajto in se grel. Mali pogumni čevljarček se je odločil, da ga bo izzval na tekmovanje v moči in Samson je sprejel. Dobila sta se naslednji dan in preizkusila v različnih stvareh. V drobljenju ter metanju kamenja ter zobanju češenj. Kljub orjakovi moči in čevljarčkovi nemoči, je čevljarček vedno zmagal, saj je pri vsakem izzivu goljufal. Vendar pa se mu je ponesrečilo pri zadnjem izzivu. Vsedel se je na vejo, ki jo je Samson upognil da bi laže zobal češnje. Ker pa je Samson vejo nepričakovano spustil, je čevljarček odletel v zrak in pristal na vrtu stare ženice. Le-ta je bila začudena od kod se je mali čevljarček vzel, ta pa ji je natvezil zgodbico o nebesih in kako ga je poslal ženičin pokojni mož, da mu prinese nazaj malo hrane. Ženica je zgodbi nasedla ter čevljarčku dala hrano ter denar v dobri veri, da bo to dobil njen rajnki mož. Čevljarček se je odpravil dalje a kmalu je zaslišal za seboj ženičinega sina, ki je spregledal njegovo laž. Ukanil je tudi njega, mu vzel konja ter se odpravil dalje. Na koncu zgodbe se ženičin sin vrne domov opeharjen, materi pa zagotovi, da je čevljarčku dal še konja, da bo hitreje prišel do njegovega pokojnega očeta.

## Literarni liki
- Čevljarček – mali nemočen čevljar, ki je imel zelo podmazan jezik in se je v življenju izvrstno znašel s pomočjo laži
- Samson – mitološko bitje; po stari zavezi legendarni korenjak, ki je imel svojo moč v laseh

- Ženica – drobna naivna ženica, v svoji želji po stiku s pokojnim možem nasede čevljarčkovim lažem
- Ženičin sin – stranski lik, poskuša razkrinkati lažnivca a vendar mu tudi on ni kos

### Interpretacija literarnih likov
- Čevljarček – glavni literarni lik ; V skladu s pravili pisanja ljudskih pripovedi, lik ni individualiziran. Nima imena, s poimenovanjem je le izražena njegova lastnost in to je čevljar. Ker je uporabljena pomanjševalnica, si ga predstavljamo kot majhnega, ubogega, nikomur nič slabega hotečega človeka.
- Samson – značilen mitološki vložek v ljudski pripovedi, orjak s posebno močjo, ki pa ga čevljarček poskuša ukaniti
- Ženica – poimenovana kot stara ženica, daje vtis nebogljenosti, naivnosti
- Ženičin sin – samo poimenovanje nam izda njegovo nepomembnost in podrejenost v pripovedi. Misli, da bo ukanil čevljarčka, vendar je v popolnoma enaki situaciji kot vsi ostali.

## Internetni viri
- http://www.gimvic.org/projekti/projektno_delo/2004/2g/slepi/MIT.HTML%5B%5D
- http://www.ringaraja.net/okd.asp?cID=57&ID=533
- http://www.slovarji.com/slovarji/bogovi/bogovi-06.html